# Cycle monoxène

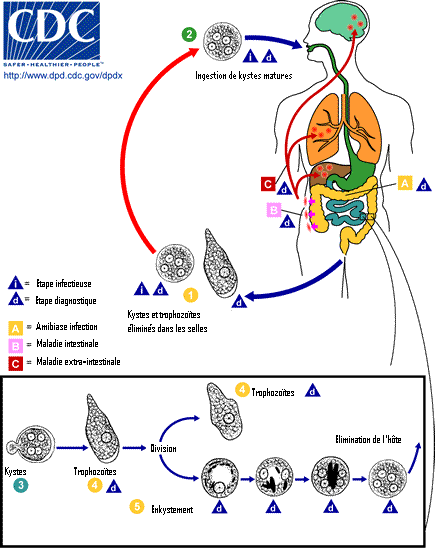
Cycle monoxène court de l'amibe Entamœba histolytica, tout se déroule chez l'humain.

Un cycle monoxène est un type de cycle parasitaire qui ne se fait que chez un seul hôte, celui-ci est donc l'hôte définitif du parasite qui héberge les formes adultes ,,,,. On parle aussi de cycle direct.

## Étymologie

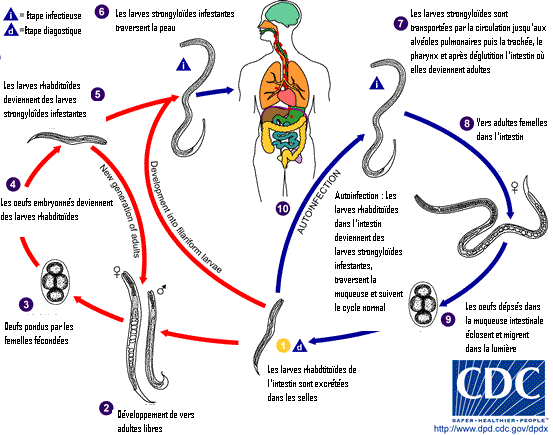
Cycle monoxène long de l'anguillule Strongyloïdes, les œufs embryonnés émis par l'humain évoluent vers le stade adulte en milieu libre avant d'être infestants.

L'adjectif « monoxène » est composé à partir du grec mónos (seul) et xénos (étranger).

## Rappel sur la vie parasitaire
Un parasite est un organisme vivant aux dépens d’un autre organisme appelé hôte dont il utilise les ressources pour se développer et se reproduire. Lors de sa vie, le parasite est soumis à un cycle évolutif passant par plusieurs stades (par exemple : œuf, larves, adulte) dit cycle parasitaire.

## Types de cycles parasitaires

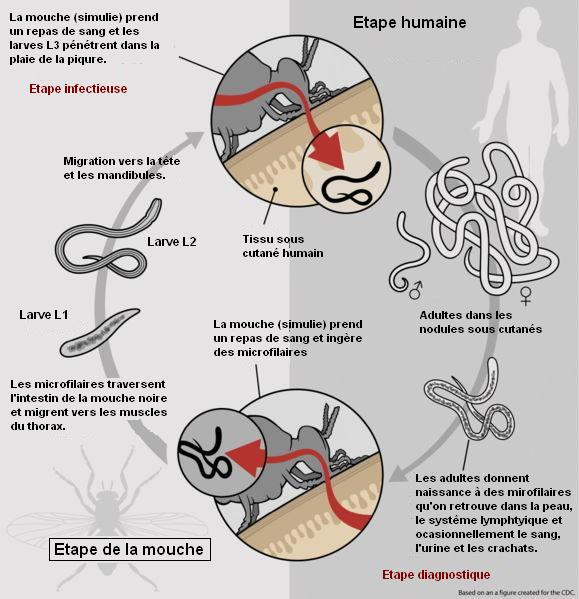
Cycle hétéroxène du schistosome Onchocerca volvulus, passage chez la simulie et chez l'humain.

Les cycles évolutifs des parasites peuvent être direct (monoxène) ou indirect (hétéroxène),.

### Cycle direct ou monoxène ou holoxène
Dans ce cas la maturation du parasite a entièrement lieu chez un seul hôte indispensable à son développement. On distingue d'une part les cycles directs courts où le parasite issu de l'hôte est un adulte immédiatement infestant (exemple : amibe) ou encore auto-infestant ; dans ce dernier cas la forme parasitaire qui est émise, larve ou œuf embryonné, est elle-même immédiatement infestante (exemple : anguillule, oxyure). Et d'autre part les cycles directs longs, dans le cas où une maturation (éclosion des œufs embryonnés, mues des larves) du parasite doit s'accomplir pendant un court séjour dans le milieu extérieur pour être infestant (exemple : ascaris, anguillule, ankylostome).

### Cycle indirect ou hétéroxène
Dans ces cas, le parasite passe par un ou plusieurs hôtes intermédiaires obligatoires pour se transformer en plusieurs stades aboutissant à une forme infestante. Ces hôtes intermédiaires peuvent être des poissons (par exemple pour le bothriocéphale), des crustacés (par exemple pour la douve de Chine), des mollusques (par exemple pour les schistosomes), des mammifères (par exemple pour les tænias), etc.
Selon le nombre d'hôtes nécessaires on parle de cycle dixène, trixène…